# 世界を売った男 (曲)
「世界を売った男」（せかいをうったおとこ　原題：The Man Who Sold the World）はデヴィット・ボウイの楽曲。
ボウイの三枚目のスタジオ・アルバムに収録されている。1970年にアメリカ合衆国で、1971年にイギリスでマーキュリー・レコードから発売された。

## 概要
「世界を売った男」はリリース時あまり注目されていなかった。ボウイ自身によるシングルとしてはリリースされなかったが1973年アメリカで「スペイス・オディティ｣、同年イギリスから「火星の生活」のB面としてRCAレコードから発売された。この曲が人気になったのは、ボウイとミック・ロンソンがプロデュースしたスコットランドの歌手ルルがカバーし、全英シングル・チャート最高3位になったときだった。1982年にミッジ・ユーロがカバーバージョンを発表、1993年にニルヴァーナがMTVアンプラグドでこの曲をカバーし、新しい年代層にも広まった。ボウイのキャリアの後期ではこの楽曲のアレンジを演奏しており、1995年のアウトサイド・ツアーではよりダークなスタイルで演奏した。ツアーでのアレンジ版を「ストレンジャーズ・ホエン・ウィ・ミート」のB面として1995年に発売された。1996年のドキュメンタリー『チェンジスナウボウイ』の為にこの楽曲をアコースティックバージョンで再録音、2020年にEP『イズ・イット・エニィ・ワンダー?』のデジタル版とアルバム『チェンジスナウボウイ』でリリースされた。オリジナル版は複数回コンピレーション・アルバムに収録されている。

## 背景
『世界を売った男』のバッキングトラックは、1970年5月4日にロンドンのトライデントスタジオで「ランニング・ガン・ブルース」と共に録音された。この時点でこの楽曲は「Saviour Machine」というタイトルで録音され、本作のタイトルは含まれていなかった。ケビン・カンによると、ラインナップはアコースティックギターのボウイ、エレキギターのミック・ロンソン、ベースとプロデューサーのトニー・ヴィスコンティ、ドラムとパーカッションのミック・ウッドマンジー、そしてモーグ・シンセサイザーのラルフ・メイス。その後ロンソンとミックは「ザ・スパイダーズ・フロム・マーズ」で有名になった。ヴィスコンティによると、ボウイは5月22日にアドヴィジョンスタジオでボーカルを録音した。このアルバムのミキシング最終日、ボウイはアドビジョンに移動している際、フリッツ・ラング監督の1927年の映画『メトロポリス』へのオマージュとして『メトロボリスト』と名付けるつもりであった。

## パーソネル
ケヴィン・カンによると
- デヴィッド・ボウイ – リードボーカル、アコースティックギター

- ミック・ロンソン – エレキギター
- トニー・ヴィスコンティ – エレキベース
- ウッディ・ウッドマンシー – ドラム、パーカッション
- ラルフ・メイス – モーグシンセサイザー

## 認定と売上
| 国 / 地域       | 認定   | 認定/売上数 |
| --------------- | ------ | ----------- |
| イギリス（BPI） | Silver | 200,000‡    |